# Хитлерјугенд
Хитлерјугенд (  слушајⓘ, скраћено ХЈ, у преводу Хитлерова омладина) је била паравојна организација Нацистичке партије. Постојала је од 1922. до 1945, и била друга најстарија нацистичка паравојна група, основана годину дана након сличне групе за одрасле, Штурмабтајлунг (СА).

## Почеци
Хитлерјугенд је основан 1922. као Јунгштурм Адолф Хитлерⓘ. Седиште је било у Минхену, Баварска, сврха је била тренирање и регрутовање будућих чланова СА (или Олујне дивизије), паравојног крила Националсоцијалистичке немачке радничке партије или НСДАП, немачке нацистичке партије.
Након неуспелог Пивничког пуча (1923), Хитлерјугенд је званично распуштена, али многи елементи су једноставно прешли у илегалу, делујући у тајности у малим јединицама. Организација је поново формално успостављена почетком 1926, годину дана некон што је и сама Нацистичка партија реорганизована. Архитекта реорганизације је био Курт Грубер, студент права и Хитлеров поштовалац из Плауена, Саксонија. Он је спојио неколико тајних омладинских група, и основао организацију Großdeutsche Jugendbewegung (Омладински покрет Велике Немачке).
Након кратке борбе за премоћ са ривалском организацијом Герхарда Росбаха, Шилјугенд, Грубер је победио, и његов Омладински покрет Велике Немачке је постао званична организација Нацистичке партије. Јула 1926, је преименован у Hitler-Jugend, Bund deutscher Arbeiterjugend (Хитлерова омладина, савез немачке радничке омладине) и, по први пут, званично је постао део Штурмабтајлунга.
До 1930, Хитлерјугенд је уписао преко 25.000 дечака старих четрнаест година и више. Такође је успостављен и јуниорски огранак, Дојчес јунгфолк, за дечаке од десет до четрнаест година. Девојчице од десет до осамнаест година су имале паралелну организацију, Bund Deutscher Madel(БДМ), Савез немачких девојчица.
Априла 1932, канцелар Хајнрих Брининг је забранио Хитлерјугенд, у покушају да заустави ширење политичког насиља. Међутим, већ у јуну, забрану је укинуо његов наследник, Франц фон Папен како би умирио Хитлера, који је брзо добијао на популарности.
До веће експанзије је дошло када је 1933, Балдур фон Ширах постао први Рајхсјугендфирер, и уложио много времена и новца у пројекат.

## Доктрина
Хитлерови омладинци су били виђени као будући аријевски надљуди, и били су индоктринирани у антисемитизам. Један од циљева је био да се у децу угради мотивација која ће омогућити Хитлеровим омладинцима да се као војници верно боре за Нацистичку Немачку. Хитлерјугенд је стављао већи нагласак на физички и војни тренинг него на академско уздизање.
Након што је извиђачки покрет забрањен у земљама које су контролисали Немци, Хитлерјугенд је спроводио многе од активности извиђача, уз измењен садржај и намеру. На пример, многе активности Хитлерјугенда су веома личиле на војни тренинг, јер су укључивале руковање оружјем, основе стратегије и слично. Доза суровог понашања старијих дечака према млађима је била толерисана па чак и охрабривана, јер се сматрало да ће се на тај начин одстранити неспособни а остали ће очврснути.
Припадници Хитлерјугенда су носили униформе које су врло личиле на униформе СА, са сличним чиновима и ознакама.

## Организација
Хитлерјугенд је био организован у корпусе под вођством одраслих, а опште чланство су чинили дечаци старости од четрнаест до осамнаест година. Од 1936, чланство у Хитлерјугенду је било обавезно за све младе Немце. Хитлерјугенд је био сматран и важном степеницом у будућем чланству у елитном СС. Чланови Хитлерјугенда су били посебно поносни на чињеницу да их је СС даровао једном зиг руном (симбол победе). СС је као своју ознаку користио две зиг руне, и овај чин је представљао симболичко повезивање две групе.
Хитлерјугенд је био организован у ћелије на нивоу локалних заједница. Такве ћелије су имале недељне састанке на којима су одрасле вође подучавале нацистичку доктрину. Регионалне вође су обично организовале окупљања и пољске вежбе. Највећи митинг Хитлерјугенда је обично одржаван једном годишње код Нирнберга, где су пристизали чланови из целе Немачке на годишње окупљање Нацистичке партије.
Хитлерјугенд је организовао академије за обучавање, налик припремним школама у Британији. Оне су биле замишљене за обуку будућег вођства партије, и само најрадикалнији и најпосвећенији припадници су могли да се надају прилици да похађају ове академије.
Такође је организовано и неколико корпуса замишљених да образују будуће официре за Вермахт. Ове јединице су пружале специјалистички пред-тренинг за врсте оружја за које су се чланови Хитлерјугенда припремали. Поморски Хитлерјугенд је, на пример био највећи такав корпус, и служио је као помоћ за водена спашавања за Кригсмарине (немачка морнарица).

## Заставе Хитлерјугенда
Основна јединица ХЈ је била Bann, еквивалент војном пуку. Ових пукова је било више од 300 широм Немачке, сваки јачине око 6.000 дечака. Свака јединица је носила заставу готово идентичног дизајна, а пукови су се разликовали по бројевима који су били извезени црном бојом на жутој траци изнад орлове главе. Димензија застава је била 200 cm са 145 cm. Орао на застави је преузет са заставе бивше Царске Државе Пруске. У канџама је држао бели мач и црни чекић. Ови симболи су коришћени на првим званичним заставама предатим Хитлерјугенду на националном окупљању НСДАПа августа 1929. у Нирнбергу. Мач је представљао национализам, а чекић је био симбол социјализма.
Заставе које су носили Gefolgschaft, што је еквивалент чете бројности око 150 дечака, је имала амблем који се састојао од црне свастике. Ова застава је била 180 cm дугачка и 120 cm широка са три хоризонталне траке, свака ширине 40 cm. Како би се разликовале чете, као и огранци Хитлерјугенда којима су припадале, свака застава је имала мало поље за идентификацију у горњем левом углу. Те зашивке су била различитих боја у зависности од огранка Хитлерјугенда.
- HJ Gefolgschafts Flag

## ЗаставеДојчес јунгфолка(ДЈ)
Дојчес јунгфолк је био омладински огранак Хитлерјугенда, за дечаке од десет до четрнаест година. ДЈ Jungbann заставе су обично биле истог стила као и заставе Хитлерјугенда. Разлике су биле у следећем: ДЈ је имао скроз црно поље; орао ДЈ је био негатив ХЈ-орла (бели орао са црном свастиком); трака изнад орлове главе је била бела, са црним словима; мач, чекић, кљун, канџе и лева нога орла су били сребрно-сиве боје.
Fahnlein заставе Дојчес јунгфолка су биле врло једноставног дизајна. На њима је било једно рунско S у белом на црној позадини. Fahnlein број се налазио на белој зашивци у горњем левом углу.

## Чланство
ХЈ је прво постојао само у Минхену. 1923, организација је имала једва преко хиљаду чланова. 1925, када је Нацистичка партија поново основана, број чланова је порастао на преко 5.000. Пет година касније, на нивоу државе, Хитлерјугенд је имао 25.000 припадника. До краја 1932. (неколико недеља пре него што су нацисти дошли на власт) било је 107.956 чланова. Крајем 1933. било их је 2.300.000. Већи део овог прираста је дошао од мање или више присилног спајања других омладинских организација са Хитлерјугендом. (Велика организација Evangelische Jugend (Евангелистичка омладина), са 600.000 чланова је интегрисана 18. фебруара 1934).
До децембра 1936, чланство Хитлерјугенда је бројало преко пет милиона. Истог месеца је чланство у организацији постало обавезно, по закону под именом Gesetz uber die Hitlerjugend. Ова правна обавеза је обновљена 1939. актом Jugenddienstpflicht и чланство у ХЈ је било обавезно чак и ако су се родитељи детета противили. Од тада, већина немачких тинејџера је била у чланству Хитлерјугенда. До 1940. било је осам милиона чланова, а за касније је тешко прорачунати, јер је услед великих акција регрутовања скоро сваки дечак стар десет година и више на неки начин био повезан са Хитлерјугендом.

## Хитлерјугенд у Другом светском рату
1940. године Артур Аксман је заменио Шираха на месту рајхсјугендфирера, и преузео вођство над Хитлерјугендом. Аксман је почео да реформише групу у помоћне снаге које би могле да врше ратне дужности. Хитлерјугенд је постао активан у ватрогасним бригадама и помагао у обнови немачких градова након савезничких бомбардовања. Организација је такође помагала поштанској служби, и сличним организацијама, као и посадама ПВО батерија.
До 1943, нацистичке вође су почеле да претварају Хитлерјугенд у војне резервне снаге за црпљење људства којег је било све мање услед огромних војних губитака. 1943. је формирана 12. СС оклопна дивизија „Хитлерјугенд“, под командом Фрица Вита. Радило се о комплетној Вафен-СС оклопној дивизији, а већина људства је потицала из Хитлерјугенда (старости од шеснаест до осамнаест година). Борбе је почела у бици за Нормандију против британских и канадских снага северно од Кана. Током наредних месеци, дивизија је стекла репутацију због агресивности и фанатизма. Када је Вит погинуо, Курт Мајер је преузео команду, поставши најмлађи командир дивизије (33 године).
Како су се немачки губици гомилали услед операција Багратион и операције Лавов-Сандомјеж на истоку и операције Кобра на западу, чак и млађа деца су регрутована као борци у Хитлерјугенд. До 1945, за Фолксштурм је било уобичајено да регрутује дванаестогодишњаке. Током битке за Берлин, Аксманов Хитлерјугенд је чинио већи део немачке задње линије одбране, и причало се да су деца била међу оштријим борцима. Иако је командир града, генерал Хелмут Вајдлинг наредио Аксману да распусти борбене формације Хитлерјугенда, у општем расулу ово наређење није извршено.

## Након Другог светског рата
Хитлерјугенд су распустиле савезничке власти као део процеса денацификације. Неки припадници ХЈ су осумњичени за ратне злочине, али пошто се радило о деци, није било озбиљнијих напора да се починиоци осуде. Иако Хитлерјугенд никада није проглашен криминалном организацијом, одрасло вођство ХЈ је сматрано одговорним за кварење умова младих Немаца. Многим одраслим вођама Хитлерјугенда су савезници судили, и Балдур фон Ширах је осуђен на двадесет година затвора. Међутим, он је осуђен због злочина против човечности као гаулајтер Беча, а не као вођа Хитлерјугенда.
Немачка деца рођена двадесетих и тридесетих година двадесетог века су постала пунолетна током Хладног рата. Како је чланство у Хитлерјугенду било обавезно од 1936, није била реткост да су челници Западне и Источне Немачке били припадници Хитлерјугенда. Нису начињени озбиљнији напори да се сачине спискови политичких личности који су били у Хитлерјугенду.
Упркос овоме, неколико познатих личности су медији разоткрили као бивше припаднике ХЈ. Међу њима су градоначелник Штутгарта, Манфред Ромел; бивши министар спољних послова Немачке, Ханс-Дитрих Геншер; филозоф Јирген Хабермас, и други.
Априла 2005. медији су саопштили да је папа Бенедикт XVI, као четрнаестогодишњи Јозеф Рацингер био припадник Хитлерјугенда.
Ханс Шол, један од водећих људи антинацистичког покрета отпора Бела ружа (Weiße Rose), је такође био члан Хитлерјугенда. Ова чињеница се истиче у филму Бела ружа, који говори како је Шол био у стању да се одупре нацистичким идеалима иако је био припадник нацистичке организације.